# رکسانا بروسو
رکسانا بروسو (اسپانیایی: Roxana Brusso‎؛ زادهٔ ۱۹ نوامبر ۱۹۷۸) بازیگر اهل پرو و ایالات متحده آمریکا است.
از فیلم‌ها یا مجموعه‌های تلویزیونی که وی در آن‌ها نقش داشته‌است، می‌توان به زاده برای مرگ، تماس، بخش فوریت‌های پزشکی، ان‌سی‌آی‌اس، استخوان‌ها، جادوگران محله ویورلی، جریکو، ذهن‌های مجرم، منتالیست و داستان ترسناک آمریکایی: هتل اشاره نمود.